# Пасечный, Игорь Кузьмич
Игорь Кузьмич Пасечный (род. 26 декабря 1941 года) — советский и российский тренер по лёгкой атлетике. Заслуженный тренер РСФСР.

## Биография
Игорь Кузьмич Пасечный родился 26 декабря 1941 года. Начал заниматься лёгкой атлетикой в 1957 году в посёлке Черноморский. В 1958 году переехал в Новороссийск, где стал учеником слесаря на судоремонтном заводе. Одновременно учился в вечерней школе. Тренировался у Вячеслава Сергеевича Бондаренко, Юрия Робертовича Френкеля и Юрия Ивановича Заварихина. После окончания школы поступил в Краснодарский педагогический институт на спортивный факультет. Специализировался в беге на средние и длинные дистанции, победитель различных краевых соревнований, рекордсмен Краснодарского края в марафоне.
После службы в армии вернулся в Черноморский, где стал работать в школе. В 1968 году окончательно переехал в Новороссийск и устроился тренером в ДЮСШ гороно. Работал в КДЮСШ «Лидер» и центре олимпийской подготовки по лёгкой атлетике Краснодарского края. В настоящее время работает старшим тренером спортивной школы лёгкой атлетики и Центра спортивной подготовки по лёгкой атлетике в Новороссийске.
Среди его воспитанников наиболее высоких результатов добились:
- Валерий Юрченко — пятикратный чемпион СССР (1973, 1975, 1976, 1977)[5],
- Дмитрий Лопин — чемпион России в помещении 2015 года[6],
- Ян Красников — серебряный призёр чемпионата Европы среди юниоров 1985 года[7],
- Тимур Зайченко — чемпион России среди юношей 2016 года[8][9].

В 2013 году был удостоен почётной грамоты администрации Новороссийска.
Женат на Валентине Григорьевне Пасечной.